# 헤럴드 스퀘어

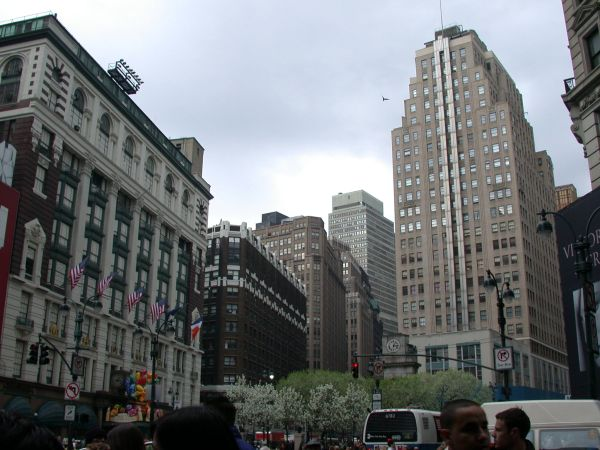
헤럴드 스퀘어

헤럴드 스퀘어(Herald Square)은 미국 뉴욕 맨해튼의 광장이다. 뉴욕 헤럴드의 이름을 따왔으며, 메이시스의 상점도 위치하고 있다.